# Club Voleibol Tenerife
O Club Voleibol Tenerife, é uma clube esponhola de voleibol  masculino e feminino da cidade de Santa Cruz de Tenerife, província de homônima, da comunidade autónoma das Canárias.

## Histórico
Após finalizar a temporada 1980-81, vários voleibolistas do Cisneros Voleibol Clube, ficaram sem uma estrutura desportiva para prática do voleibol e conheceram um grupo de jovens que treinavam sob supervisão técnica no complexo desportivo Palais Royal em Santa Cruz, e enxergaram uma possibilidade para atender suas aspirações, e tal grupo era liderado por Quico Cabrera, e na equipe estavam jogadores de destaque de Tenerife, como Luis Beltri, Sergio Rodríguez e Juan José Pacheco.
Através do Clube de Voleibol de Tenerife descobriram uma oportunidade pra competir pela região e alçar vôos maiores no cenário desportivo, e foram se estruturando, nomeando a primeira diretoria, sendo Quico Cabrera (presidente), Zoraida Lorenzo (vice-presidente), Luis Beltri (secretário), Lolo Cabrera (tesoureiro), e Toño Palenzuela, Giovi Pacheco e Mirta Rodríguez como membros, na assembleia realizada no final de agosto de 1981, originando os primeiros Estatutos e no Regimento Interno.
E Quico Cabrera e Lolo Cabrera conseguiram se reunir no sul da ilha, precisamente num complexo hoteleiro de Las Galletas, com  D. Juan Viñas, o chefe da Comissão de Festas da Câmara Municipal de Santa Cruz de Tenerife, obtendo autorização para utilizar o Palais Royal para o recém criado departamento de voleibol masculina, pois, o naipe feminino comandado por Lolo Cabrera já tinha um horário reservado de treinos neste local l Clube.
O local escolhido também era cedido ao basquetebol, coordenado por D. Valentín Santana e D. Antonio Guadalupe e o voleibol sob a direção do presidente da Federação de Tenerife, D. Miguel Pérez, que preferia o Clube de Voleibol Santa Cruz, acatou o pedido. Concluídas as bases e a infraestrutura para o masculino (o feminino já tinha), Quico Cabrera, montou a equipe que disputaria a Terceira Divisão Provincial, as mulheres disputariam a Segunda Divisão Provincial.
Embora enfrentou dificuldades de patrocinador, o clube tinha um orçamento anual de duzentas mil pesetas, com muito trabalho obteve o patrocínio da Alpine, em ambos os naipes a alcunha do time passou a ser chamada de Tenerife Alpine. A equipe equipe juvenil feminina também teve seu próprio patrocinador, a Toyota Tenerife. A equipe adulta feminina  continuou a funcionar sob as ordens e supervisão técnica de Lolo Cabrera, também foi montado um plantel importante, pois, o departamento feminino foi o começo do clube e não podiam descuidar dele.

O clube em sua primeira participação no período de 1981-82,  apresenta três equipes em competições oficiais: os seniores masculinos, na terceira divisão provincial, os seniores femininos, na segunda divisão, também de cariz provincial, e uma equipe na categoria juvenil feminino. A terceira divisão masculina do Tenerife Alpine era formada por um grupo de poderosos jogadores do Tenerife provenientes de várias equipes, embora fossem formados principalmente por ex-jogadores do Cisneros Volleyball Club, insatisfeitos com a situação naquela equipe, como Gabriel Pena, Lolo Cabrera, Louis Beltri, Quico Cabrera, João Carlos Ramos, Afonso Gallardo, José Francisco Felipe, Edward Ramos, Giovi Pacheco, Juani Casanova, Sérgio Rodrigues, Quico Diaz  e o treinador era Quico Cabrera.
O jogo de estréia do clube foi disputada em 10 de outubro de 1981, às vinte horas, um amistoso contra o Calvo Sotelo, da Gran Canaria, pela segunda divisão nacional, e o mando de jogo no Palais Royal, e a primeira escalação foi  Quico Cabrera e Luis Beltri (levantadores), Sergio Rodríguez e José Francisco Felipe (defensores e centrais), e Gabriel Peña e Lolo Cabrera (ponteiros), e perderam para os visitantes por 1-3. Nas competições oficiais, o clube foi bem, campeão do Torneio Apertura, campeão do Torneio de Natal e campeão da Liga Provincial da Terceira Divisão, manteve uma invencibilidade absoluta em todos estes torneios. Seu principal rival foi o CV Santa Cruz,  e uma vitória do clube  por 3 a 2  impediu que eles se proclamassem campeões e o segundo jogo foi 3 a 0. Os rivais daquele ano na terceira divisão foram CD Santa Cruz, CV Salesianos, de La Orotava, Club Universidad La Laguna, AD Icod e Club Marítimo La Salle.
Essa vitória no campeonato da terceira divisão deu aos jogadores da equipe a oportunidade de passar à fase de acesso à segunda divisão nacional, que seria disputada em Valladolid, entre os dias 19, 20 e 21 de fevereiro de 1982. Superando as dificuldades, o Tenerife Alpine passou à fase de promoção, na qual também participaram o LAE de Madri, Valladolid Sansano, CV Coslada e Caja Postal Salesianos de Guadalajara. E "jogando numa atmosfera e num ritmo impressionantes, as chaves do seu sucesso", como apontaram os jornais locais, o Tenerife Alpine manteve a invencibilidade nessa época, alcançando a primeira vitória numa curta história até então: a subida à categorias nacionais. Este fato foi consumado em 21 de fevereiro de 1982.
As conquistas coletivas nessa época foram muitas e importantes, a nível individual também se destacaram as componentes do plantel: no Torneio de Natal, Sergio Rodríguez recebeu o prémio de “melhor jogador” do torneio; e o mesmo jogador foi nomeado para melhor jogador de voleibol do ano, e candidato a melhor atleta na Gala do Desporto, pela Federação de Voleibol de Tenerife.
O time feminino não ficou atrás nos êxitos, foi campeão também no Torneio Apertura, no Torneio de Natal e na Liga Provincial da Segunda Divisão, embora neste caso com um jogo emprestado ao longo da temporada, frente ao vice-campeão CV Cisneros, por 2-3, no Palais Royal. Seus rivais no campeonato foram Salesianos Orotava, o já citado CV Cisneros, Dominicas Laguna e CN Martiánez, e individual destcaou-se Mencha Bello como melhor jogadora do Torneio de Natal e da Liga Provincial.
Essa vitória no campeonato da segunda divisão também permitiu que eles passassem à fase do setor de promoção, neste caso em Alicante, nos dias 6 e 7 de março de 1982. As equipes presentes foram San Juan, de Alicante, Tirma Gran Canaria e Afelsa Tenerife. A classificação para a fase final foi conseguida pela equipa grancanária, que mais tarde conseguiria a subida à primeira divisão nacional, no elenco estavam:Ángeles Bueno, Mirta Rodríguez, Dulce Arteaga, Candelaria Martín, Reyes Sánchez, Candelaria Carlos, Nilda González e Mencha Bello, Lolo Cabrera o treinador do time.
Nas competições de 1982-83, sua primeira a participação numa competição nacional, e era preciso investimento maior passando de duzentas mil para quase dois milhões de pesetas, a marca Alpine passou totalmente a ser patrocinadora de todas as equipes também parceria com a Adidas e agora com a Pi3.14, que associou o seu nome ao do clube na melhor fase de uma equipe que representa o Tenerife no desporto nacional e internacional.
Assim, no período de 1982-83 fica marcada pelo primeiro grande desafio nacional do clube englobando cinco equipes e pelo estabelecimento de uma base para a criação de uma filosofia de clube que mais tarde o definiria e marcaria o início de sucessos desportivos e administrativas, apresentando os elencos dos times no Palais Royal. Nessa temporada o elenco praticamente se repetiu, registrando apenas as baixas de Quico Díaz e Alfonso Gallardo que retornou a Las Palmas,  e as contratações Ramón Pinto (1,89m), e três juvenis, Manolo Pacheco, Alfonso Hilario e Juan José Martínm (1,94m) de Juan José Martín Linares. E enfrentaram Juventud Las Palmas, recentemente promovida à mais alta categoria nacional, veio a Tenerife para  pré-temporada e  com um surpreendente 3-2, com 15-5 no set final, os expectadores do Palais Royal vibraram muito, no dia seguinte novo embate e foi por 3-1.
O time imprimiu um ritmo forte também no Torneio de Abertura, onde os jogadores estiveram prestes a proclamar-se campeões, , mas, perderam pra o favorito CV Cisneros pelo placar de 3-2, estavam no elenco:Gabriel Pena, Lolo Cabrera, Louis Beltri, Quico Cabrera, João Carlos Real, Ramon Pinto, José Francisco Felipe, Manolo Pacheco, Giovi Pacheco, Juani Casanova, Afonso Hilário, Sérgio Rodrigues, Juan José Martín, como treinador estava o Quico Cabrera.
E finalmente, em 31 de outubro de 1982, começaria a nível nacional e Seria incluído em um grupo que incluía a outra equipe de Tenerife, CV Cisneros, os fortes madrilenhos Salesianos Atocha, Lae e Los Cármenes, San Roque de Gran Canaria, a Universidade de Valladolid e a San José, em Sori, a qual fez sua estreia na categoria, e também estreou nas vitórias, no time de Soria, destaca-se a presença de um grande amigo do clube, o antigo internacional José Miguel Serrato, que mais tarde se iria destacar como treinador de diferentes seleções nacionais, e um dos arquitetos do atual Numancia Caja Soria.
No recesso natalino estava terceiro lugar na classificação da segunda divisão nacional, venceu o Torneio de Natal, houve a mudança de ginásio provisoriamente, o Paco Álvarez, e nestas instalações concluiu a primeira fase em terceiro na categoria nacional, superada apenas por Salesianos Atocha sob o comando de Toño Santos, e também pelo CV Cisneros.
O time feminino, promovidas à segunda divisão regional, encararam time mais experientes da Gran Canaria e com mais poderio financeiro, como Calvo Sotelo, Salesianos Orotava e JAV Olímpico, tiveram apenas uma derrota ao  vice-campeão Calvo Sotelo de Las Palmas, na estreia por 3-2, e as comandadas de Lolo Cabrera qualificariam a Fase do Setor de Promoção à Primeira Divisão Nacional, pela segunda vez consecutiva e no referido torneio disputado nos dias 18, 19 e 20 de março, em Granada, elas conseguiram a primeira vitória e, finalmente, a vitória final que as classificaram para a Fase Final de Promoção, frente ao Voleibol Huelva, por 3-2, por antecipação, mesmo perdendo depois para a Universidade de Granada, e a tal classificação, foi inesperada, trazendo despesas, e com a festa “Azul e Branco”, organizada pelos Salesianos Maritim, ajudou em parte os custos da equipe.
A fase final de promoção decorreu entre 15 e 17 de abril, em Logroño, estavam também na disputa a Escola Luis Vives e o CV Tormo Barberá, ambos de Valência, a Universidade de Valladolid, o Alcorcón B e a Universidade de Granada e o Alpino de Tenerife, e não se vislumbrava tal promoção, no time de Lolo Cabrera estavam:Lucy Vargas, Yali Esquivel, Inma Valdés, Mirta Rodriguez, Doce Arteaga, Candelaria Martin, Carmen Gonzalez, Nilda González, Conchi Escobar e Candelaria Carlos, que alcançaram o sexto lugar, um bom resultado, e que permitiu a participação, pela primeira vez, na Copa SM La Reina.No dia 30 de abril, no Paco Álvarez, disputou-se a partida com o Tirma Gran Canaria, vice-campeão e ascendeu a primeira divisão, nele estava Esther Romano, enquanto o clube tinham Mencha Bello, finalizaram a temporada com uma vitória por 3-0.
Nas competições de 1983-84, a aquisição de um novo patrocinador, Afelsa, visando a participação do time masculino na primeira divisão "B", nova nomenclatura da segunda categoria nacional, e a participação da equipe feminina na segunda categoria nacional, embora com uma primeira fase de cariz regional, mesmo formato da temporada anterior. A equipe masculina com pouca mudança no elenco, depois de passar uma temporada no grupo central, é incluída junto com as seleções da Andaluzia, com Calvo Sotelo e Juventud, da Gran Canaria, os Salesianos Calasancio de Sevilha, o San Felipe Neri, de Cádiz, os Licenciados Reunidos, de Cáceres e os Veracruz, de Huelva.
Os recursos ainda escassos, as hospedagens substituídas por apartamentos rústicos, onde quem rpeparava seus alimentos eram os atletas, e outros proventos eram sanados pelo dinheiro pessoal do presidente, e o terminou na terceira colocação, a apenas um ponto da posição que dava direito à participação na fase de promoção à primeira divisão "A" e repetindo a posição do ano anterior, tiveram um jogo ruim em Huelva, frente ao Veracruz, que terminou com o resultado de 3-2 para a equipa local, acabaram-se as ilusões de tentar a ascensão, e foram os times promovidos Veracruz e Reales Calvo Sotelo.No elenco masculino estavam: com Gabriel Pena, Lolo Cabrera, Louis Beltri, Quico Cabrera, Jesus de Filipe,Juan José Martín (1,96m), José Francisco Felipe, Luis Angel Arregui, Giovi Pacheco, Enrique Camejo, Afonso Hilário, Sérgio Rodrigues, Manolo Pacheco, e treinados por Quico Cabrera.
A segunda divisão nacional feminina, que na fase regional das Canárias ficou reduzida a um parco grupo de três equipas, surgindo críticas  à Federação Espanhola de Voleibol por parte dos meios de comunicação, com destaque para um duro artigo de José Jesús Pérez no Diario de Avisos; estes foram o Afelsa Tenerife, o CV Calvo Sotelo e o Tirma “B”. O plantel sofreu uma profunda renovação esta temporada, graças à incorporação de vários jogadores de CV Cisneros, que sobretudo contribuíram com mais altura, e conquistaram o título regional sem perder um jogo e com apenas dois sets sofridos na competição. Este novo título permitiu, como nos anos anteriores, e pela terceira vez consecutiva, o acesso à fase setorial de promoção à categoria mais alta, que seria realizada em Sevilha, na escola Compañía de María, no dia 7 e 8 de abril de 1984, enfrentando a Universidade de Granada, a Companhia de María, o Reales Calvo Sotelo e o Afelsa Tenerife. E obtiveram apenas uma vitória, frente ao Reales Calvo Sotelo, no time estavam:Lucy Vargas, Mari Ledesma, Inma Valdés, Mirta Rodriguez, Doce Arteaga, Cuchi Perez, Cristina Rando, Conchi Escobar, Candelaria Martin, Linda Mencha, Nilda González, Nieves Gutiérrez, e foram treinadas por Lolo Cabrera.
Na jornada esportiva de 1984-85, o Afelsa Tenerifenovos esforços para melhorar o orçamento, condições para treinar, para jogar, para viajar; todos os verões à procura dos melhores jogadores para formar a melhor equipe possível, e subiram dois jogadores formados no clube para o time principal, como Javi Díaz, Gerardo Chinea, Luis Ángel Arregui. No dia 22 de agosto de 1984, os jogadores se reuniram para o primeiro treino, preparando um campeonato de primeira divisão muito acirrado e com rivais bastante reforçados. A primeira divisão nacional masculina foi formada naquele ano com Lucky Calvo Sotelo e Juventud, de Las Palmas,  Porto de Málaga, Graduados Reunidos, de Cáceres, Santa Otilia e Atlético Veracruz, de Huelva, Salesianos Calasancio, de Sevilha.Jesús de Felipe abandonou a carreira de jogador, e Quico Cabrera não hesitou em incorporá-lo à comissão técnica, estavam no plantel:Gabriel Pena, Lolo Cabrera, Louis Beltri, Javier Diaz, Sérgio Rodrigues, José Francisco Felipe, Manolo Pacheco, Giovi Pacheco, Enrique Camejo, Afonso Hilário, Gerardo Chinea, Juan José Martín.
A primeira fase o time masculino terminou na penúltima posição, com apenas duas vitórias. Uma segunda volta mais afinada, em que foram conquistadas quatro vitórias, subiu ao quinto lugar do campeonato, longe tanto das vagas de promoção como do perigo de despromoção. Por sua vez, Afelsa Tenerife, da segunda divisão feminina, repetiu a categoria e o grupo, desta vez integrados no grupo das Canárias com o Tirma “B” e o Util Sport Las Palmas, voltaram a demonstrar a sua clara superioridade, afirmando-se por mais uma temporada como a segunda equipe das Canárias, apenas superada pela primeira divisão (Tirma Gran Canaria), qualificaram-se para a fase de promoção setorial à categoria mais alta, sendo esta a quarta consecutiva, e foi realizada na cidade madrilenha de Alcorcón, contra o próprio CV Alcorcón, CV Norte Real, também de Madri, a Universidade de Granada, Util Sport de Las Palmas, CV Alcalá de Sevilha, com apenas duas vagas classificatórias, alcançadas pela equipe sevilhana e pelas já experientes raparigas do Afelsa Tenerife.
A fase final, no Colégio Joyfe, em Madri, nos dias 25, 26 e 27 de abril, trouxe duros confrontos contra as equipes que conseguiram se classificar nos diferentes setores: CV San Juan de Alicante, CV Alcalá de Sevilha, Universidade Dulciora de Valladolid , CV Emeve de Lugo e CV Matsuda de Albacete, estavam na equipe  de Lolo Cabrera: Lucy Vargas, Mari Ledesma, Inma Valdés, Mirta Rodriguez, Doce Arteaga, Carmen Gonzalez, Conchi Escobar, Calocha Chinesa, Linda Mencha, Cristina Rando, Nieves Gutiérrez, e a tempo se recuperou a porto-riquenha Candelaria Martín, contribuindo para o terceiro lugar final, que poderia render a promoção, caso alguma equipe da elite desistisse.
E aconteceu  que Afelsa Tenerife jogaria na categoria mais alta do voleibol feminino espanhol. Em 30 de setembro de 1985, a Federação Espanhola de Voleibol confirmou, após a saída de Matsuda Albacete, que o clube era a mais nova equipe na Divisão de Honra Feminina, um acontecimento histórico para o clube, sob dois aspectos importantes. Em primeiro lugar, a necessidade de estruturas econômicas muito mais potentes e uma estrutura esportiva em sintonia com as novas demandas. Em segundo lugar, a ala feminina do clube saiu em primeiro plano, deixando a “sombra” em que havia permanecido, atrás do time masculino.

### Promoção para divisão de honra
Muitas dificuldades econômicas, organizacionais, etc., surgiram, mas a Diretoria as enfrentou com garra e o desafio de participar da categoria mais alta e montar um elenco minimamente forte para enfrentar a competição se tornou possível. A Afelsa manteve o seu amplo apoio a todas as equipes do clube, passando a designar-se Afelsa Canarias, fazendo história com as primeiras jogadoras do Tenerife no serviço militar na divisão de honra do vôlei feminino, exceto o caso de Mencha Bello, em Tirma, na Gran Canaria. A Divisão de Honra foi composta nesse ano pelas seguintes e "ilustres" equipes: CV Sanitas Alcorcón, CV Tormo Barberá, da Xátiva, CV San Juan, de Alicante, Alerta Torrelavega, Electrolux Las Palmas, Lagisa Gijón, INEF, de Madrid, RCD Español, de Barcelona e Afelsa Canárias.
O elenco dirigido por Lolo cabrera, foi composto por: Marimar Veloso, Mari Ledesma, Inma Valdés, Mirta Rodriguez, Doce Arteaga, Candelaria Martin, Carmen Gonzalez, Lucy Vargas, Calocha Chinesa, Linda Mencha, Cristina Rando e Nieves Gutiérrez; e na estreia o Afelsa Canarias visitou a outra equipa recém-promovida, o San Juan de Alicante, comandado por Manolo García Vercher. Em 26 de outubro, esta primeira partida foi realizada em Alicante, e saíram na frente e o time virou o jogo nos próximos três sets. A primeira formação estava Dulce Arteaga, Carmen González, Candelaria Martín, Mencha Bello, Mirta Rodríguez e Marimar Veloso, contanto também com Inma Valdés, Nieves Gutiérrez e Cristina Rando.
O primeiro jogo da primeira divisão em Tenerife foi na semana seguinte, enfrentariam o time sucessor do Medina y Arquitectura, de Madrid, Sanitas Alcorcón, que tinha duas estrangeiras, Kiellen e Pimentel, e as internacionais Esther Seta, Rita Oraá, Upe Ramírez, Maite Teigell, Concha Durán, Paloma Jarque, Marisa Pérez, Ana Majada e a muito jovem Marimar Rey.Enfrentaram 
Carmen Corcelles e Míriam Gordon (INEF Madrid), Esther Ahumada, Cristina Pérez e Ana González (Alerta Torrelavega), Mirjan Mensink e Nona Haitsma (Electrolux), Teresa López, Chus Santos e Asun Domenech (Tormo Barberá), Cristina Borrás, Blanca Nualart, Marta Galcerán e Cecilia del Risco (RCD Español), Marleti Blanco e Elena Suárez (Lagisa), e venceram apenas 7 set e teve Marimar Veloso se destacando como um dos melhores bloqueios.
Em 4 de dezembro de 1985, o técnico Quico Cabrera, foi nomeado segundo técnico da seleção feminina, cargo no qual colaboraria com Toño Santos. Sua participação duraria até 1991, sendo também colaborador do cubano Gilberto Herrera, técnico do selecionado masculino, na fase de preparação para os Jogos Olímpicos de Barcelona. O segundo aspecto a destacar é a convocação de Marimar Veloso para a seleção espanhola de juniores, realizada em 20 de fevereiro de 1986, ao mesmo tempo em que os jogadores do CV Cisneros, Héctor López, Yoyi Luis, Marcos Colebrook e Toño Jiménez foram convocados para o masculino. Cinco jogadores do Tenerife nas seleções nacionais.
O clube foi rebaixado no final da campanha feminina de estreia na elite nacional, mas, participou pela segunda da Copa de SM La Reina. A primeira eliminatória, veio diante do INEF em Madrid, em jogo único, na casa da equipa menos classificada; isto é, em Tenerife, em Paco Álvarez, e o Afelsa Canarias levou a melhor sobre a equipe madridista, por 3 sets a um, colocando a economia do clube em apuros, já que a eliminatória seguinte, já nos quartas-de-final, iria defrontar-nos com o insuperável Sanitas de Madrid, e a Direcção decidiu não comparecer ao jogo, remetendo as devidas alegações à Federação Espanhola de Voleibol.
O time principal masculino ficou em segundo plano, pois, não investiam mais em elenco competitivo  para medir forças com times da primeira divisão nacional,  foram contratados dois jogadores do CV Cisneros, Rafa de la Rosa e José Hernández, que juntamente com Alfonso Ibarria, foram as novas aquisições; enfrentariam CV Calvo Sotelo e CV San Roque, da Gran Canaria; CASA, de Cádis; CV Santa Otilia, de Huelva, CV Salesianos, CV Arahal e San José, de Sevilha, e ficaram nas quartas de final, atrás de Santa Otilia, San José e Calvo Sotelo, e no time estavam: Gabriel Pena, Lolo Cabrera, Louis Beltri, José Hernández, Afonso Ibarria, Sérgio Rodrigues, Gerardo Chinea, Manolo Pacheco, Giovi Pacheco, Enrique Camejo, Afonso Hilário, Rafael de la Rosa, Galo González e Quico Diaz, comandados por Quico Cabrera.

### Nova Promoção para divisão de honra
O time feminino continuava como prioridade nos investimentos do clube, apesar do  resultado  de rebaixamento a diretoria passou a estruturar a seção feminina com o objetivo final de promoção e, posteriormente, a manutenção da categoria.Em primeiro lugar, para o objetivo da promoção, confiou praticamente no mesmo elenco que havia disputado a categoria ouro no ano anterior, já que foi mantido o critério de que a experiência adquirida foi suficiente para alcançar a promoção. Como todos os anos, as mudanças foram fruto de um trabalho de base: Dulce Rodríguez e Carmen Nieves Lorenzo se juntaram à equipe. A equipe voltou a disputar a segunda divisão regional, como nas edições anteriores, e nesta com cinco equipes, pontos corridos,Afelsa Tenerife, CV Cuesta Piedra (ambos de Tenerife) e Util Sport, CV Massana e CV Arucas de Gran Canaria. No time de Lolo Cabrera, estavam Marimar Veloso, Goya Dorta, Mari Ledesma, Inma Valdés, Mirta Rodriguez, Doce Arteaga, Lucy Vargas, Doce Rodriguez E Carmen Lawrence.
A empresa patrocinadora, Afelsa, voltou a renovar a confiança no clube,  retomando o nome Afelsa Tenerife, a dupla técnica formada na temporada anterior, na qual Lolo Cabrera e Quico Cabrera dividiram o protagonismo, voltou a assumir as rédeas, cargo que Quico Cabrera combinou com a direção masculina. A liga da segunda divisão, uma corrida "militar". Voltou a vencer a competição, embora desta vez a equipe tenha desistido de um jogo no decorrer da mesma, algo talvez surpreendente, mas em nada diminui o bom papel que os jogadores desempenharam, sabendo da sua superioridade. Mais uma temporada, a equipe passou para a fase do setor de promoção, nos dias 8, 9 e 10 de maio, e nela os confrontos foram contra CN Sabadell, CV Lleida, Casino de Sant Feliu e Aperitivos Medina. Esta equipe foi muito fortalecida, assim como muitos dos jogadores que jogaram pelo Sanitas Alcorcón na última temporada, incluindo muitos internacionais juniores, e  terminou no segundo lugar do grupo, vencendo os seus jogos por 3-0, e perdendo apenas para o grande favorito por 3-1, conquistando a promoção por mérito próprio.
O elenco masculino comandado por Quico Cabrera, tinha Lolo Cabrera, Paco Rodriguez, Coqui Quintana, Afonso Ibarria, Sérgio Rodrigues, Gerardo Chinea, Manolo Pacheco, Javier Diaz, Afonso Hilário, Manolo Tarragona e Galo González, o clube continuou apostando na incorporação de jovens talentos das categorias de base do clube. Além da colaboração do valenciano Manolo Tarragona, em Tenerife cumprindo o serviço militar, e Coqui Quintana, o levantador Paco Rodríguez e os atacantes Javi Díaz e Tito León foram promovidos à primeira equipe. A Liga, com oito times do grupo Andaluz/Canárias: os canarinos CV Cisneros "B", Seven Up Santa Catalina e Afelsa Tenerife e os andaluzes Universidad de Granada, Filca de Málaga, Amigos de Juan de Cádiz, Arahal de Huelva e Calasancio Hispalense de Sevilha, terminando em quinto no grupo, do qual saiu o campeão, o Seven Up de Gran Canaria.
Na temporada 1990-91, obteve o título da Copa S.M. La Reina, já em 1991-92 campeãs da Supercopa de Espanha e da Liga de Divisão de Honra. Nas competições de 1995-96, bicampeãs da Copa S.M. La Reina e da Liga de Divisão de Honra, e o mesmo ocorrendo nas temporadas de 1996-97, 1997-98 e  1998-99, e nesta última pela primeira vez qualificado pra a Liga dos Campeões da Europa e foi semifinalista. Nas temporadas de 1999-00 e 2000-01, obteve os títulos da Copa S.M. La Reina e da Liga de Divisão de Honra, novamente disputou nesta temporada a Liga dos Campeões da Europa e obtiveram a medalha de bronze. Na jornada de 2001-02, foi campeãs da Supercopa da Espanha, da Copa S.M. La Reina e da Liga de Divisão de Honra; já em 2002-03, sagrou-se campeãs da Copa S.M. La Reina e da Supercopa da Espanha, obtendo o título da Supercopa da Espanha em 2003-04, e o título inédito da Liga dos Campeões da Europa.

O clube possui oito títulos do Torneio Internacional “Virgen de Altamira” em Miranda de Ebro (Burgos), dois Torneios San Remoe dois Torneios de Marselha. Recebeu medalha de ouro das Canárias 2001, Teide de ouro 1999, Amigos do Turismo e da Convivência Cidadã (CIT) 1999, prêmios de melhor equipe dos anos 1992, 1997, 1998, 1999, 2000, 2001 e 2002 pela Associação de Imprensa Desportiva de Tenerife, Prêmio Nacional de Vôlei à Melhor Entidade Desportiva do ano 2000, Prêmio Nacional de Vôlei para o Melhor Diretor (Jose Francisco Cabrera, presidente do clubel), Prêmios Famosos Diario de Avisos 1992 e Medalha de Ouro da Antena 3 Televisión, Joropero de ouro 1999 (prêmio dado pelo carnaval comparsa los joroperos), Prêmio Especial Peña Salamanca 1999, Medalha de Ouro Associação Bairro "Los Aceviños" da Ofra e Distinção Especial do Conselho de Ferro a Jose Francisco Cabrera Acosta e Prêmio Mulheres na Igualdade 2002 (Câmara Municipal Guia de Isora).

## Títulos

### Campeonatos internacionais
Mundial de Clubes
 Liga dos Campeões
- Campeão:2003-04
- Terceiro posto:2001-02, 2004-05, 2006-07
- Quarto posto:1998-99

 Taça CEV
 Taça Challenge

### Campeonatos nacionais
- Campeão:1991-92, 1996-97, 1997-98, 1998-99, 1999-00, 2000-01, 2001-02, 2003-04, 2004-05, 2005-06
- Vice-campeão:1995-96, 2002-03, 2006-07

 Copa de la Reyna
- Campeão: 1990-91, 1996-97, 1997-98, 1998-99, 1999-00, 2000-01, 2001-02, 2002-03, 2003-04, 2004-05, 2005-06
- Vice-campeão:1989-90, 1992-93

 Supercopa Espanhola
- Campeão:  2001-02, 2002-03, 2003-04, 2004-05, 2007-08
- Vice-campeão:2006-07